# Милада Рајтер
Милада Рајтер (Винковци, 28. новембар 1910 — Београд, 1. септембар 2008) била је учесница Народноослободилачке борбе и друштвено-политичка радница СФР Југославије и СР Србије.

## Биографија
Рођена је 28. новембра 1910. године у Винковцима.
Пре Другог светског рата је у Београду радила као зуботехничар. Укључила се у револуционарни раднички покрет и била веома активна у Савезу приватних намештеника, где је била организатор женске секције овог Савеза. Године 1939. је примљена у чланство тада илегалне Комунистичке партије Југославије (КПЈ). Почетком 1941. године је била секретар партијске ћелије у Савезу приватних намештеника.
На почетку окупације Југославије, 1941. године била је члан Трећег рејонског комитета КПЈ у Београду, а након напада Трећег рајха на Совјетски Савез, јуна 1941. године била је пребачена на дужност курира и техничара Централног комитета КПЈ. Пошто је имала лажна документа на име Магдалена Метераи, припаднице немачке народности, могла је лако да се креће по окупираном граду. Организовала је преношење партијских материјала из илегалне штампарије ЦК КПЈ на Бањичком венцу и проналазила станове који су користили за смештај и склониште чланова Покрајинског комитета КПЈ за Србију и Централног комитета КПЈ. 
У окупираном Београду, деловала је све до лета 1943. године, када је са групом истакнутих активиста Народноослободилачког покрета, у којој су били Владислав и Јара Рибникар, Ђорђе Андрејевић Кун, Брана Перовић, Славка Морић и др, напустила Београд и преко Срема се пребацила у Босну. Потом су стигли у Врховни штаб НОВ и ПОЈ, који се тада налазио у Јајцу. Након тога је била на дужностима у Политодјелу 26. далматинске дивизије.
Крајем октобра 1944. године је дошла у ослобођени Београд, где је постала члан Јединственог народноослободилачког фронта Београда. Након ослобођења Југославије, обављала је разне одговорне друштвено-политичке дужности. Била је члан Централног већа Савеза синдиката Југославије, секретар у Комисије за друштвене организације Савезног одбора Социјалистичког савеза радног народа Југославије, члан Председништва Градског одбора ССРН Београда и др.
Умрла је 1. септембра 2008. године у Београду и сахрањена је на Новом гробљу.
Носилац је Партизанске споменице 1941. и других југословенских одликовања, међу којима су Орден братства и јединства првог реда, Орден заслуга за народ другог реда и Орден за храброст.
Учесник револуционарног покрета и Народноослободилачког рата био је и њен рођен брат Јаша Рајтер.